# Koń karabachski

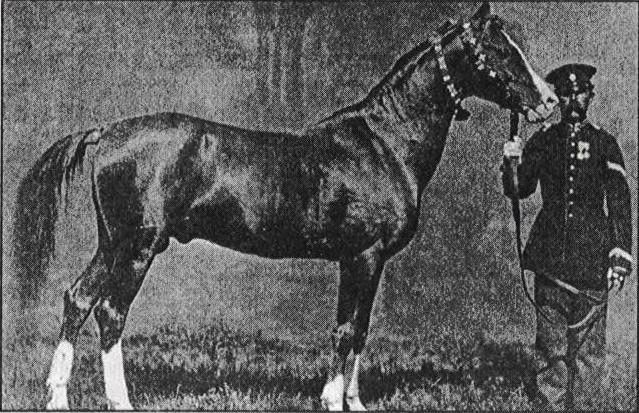
Koń karabachski

Koń karabachski – mały, ognisty koń gorącokrwisty (wysokość w kłębie od 145 cm do 156 cm) jest hodowany na Kaukazie od prawie 2000 lat.
Do jego powstania przyczyniły się konie arabskie, perskie i turkmeńskie.
Rzuca się w oczy z powodu swojej sierści, o charakterystycznym złotym połysku.
Koń karabachski przyczynił się do uszlachetnienia innych rosyjskich ras, np. konia dońskiego. Mimo że rasę tę prezentuje się na całym świecie od XVIII wieku, w Europie Zachodniej rzadko można spotkać tego wierzchowca i konia wyścigowego.